# Teriaga
Teriaga ou triaga é um antigo antídoto capaz de reverter qualquer envenenamento. Continha uma série de ingredientes.
Mais tarde, no período colonial, vemo-lo ser feito pelos jesuítas da Bahia sob a designação de Triaga Brasílica.

## Propriedades
A teriaga, segundo crenças populares antigas, seria um medicamento complexo, com sessenta e quatro componentes. Acreditava-se que tinha as propriedades de um antídoto para venenos. 
A sua origem data do primeiro século antes de Cristo e inspira-se na receita secreta de Mitrídates VI Eupátor, o soberano do Reino do Ponto, situado no litoral nordeste da Turquia actual. Quando os romanos tomaram a região, apoderaram-se da fórmula deste composto, a que se chamava midriático.
Foi o médico romano Andrómaco que acrescentou à mistura mais de uma dezena de componentes vegetais; mas a inovação mais importante foi a introdução da carne de cobra, que se acreditava ser imune aos venenos. Pretendia-se pois, transferir para a mistura essa propriedade, ou esse espírito da carne de cobra. 
Com algumas outras modificações menores, introduzidas por Galeno, já no século II depois de Cristo, ela passa a ter sessenta e quatro componentes e toma o nome de teriaga. Dela faziam parte as plantas medicinais antigas, entre as quais figuram especiarias como a pimenta, o gengibre, a canela e o açafrão .
Um dos constituintes mais importantes era o ópio. Tratando-se de um alcalóide, uma substância com potente acção farmacológica, mesmo em doses baixas, presume-se que os seus efeitos eram os mais pronunciados. Embora os componentes activos do ópio, como a morfina, não sejam bem absovidos por via oral, tinham um efeito analgésico, benéfico em mordeduras de cobras e alguns tipos de envenenamento.
Tratando-se de um medicamento exótico, muito análogo às antigas poções mágicas, ele adquire grande popularidade e as suas indicações terapêuticas alargam-se para todas as doenças em que se considerava haver alguma forma de envenenamento. Era o caso das doenças infecciosas, síndromes febris, alterações da visão, tonturas, vertigens e ainda outros males. Em particular, teve grande aplicação na peste, sendo enorme a procura nos períodos das grandes epidemias, com grande mortandade e de consequências devastadoras. 
O grande número de componentes, a raridade de alguns, e o elevado preço, tornavam difícil o acesso a este medicamento, no qual se depositavam as maiores esperanças. Passou a produzir-se um outro, com menos componentes: bagas de louro, mirra, genciana, aristolóquia e mel. Era a teriaga dos pobres. Menos contempladas ainda eram as pessoas que viviam em locais mais afastados dos centros urbanos. À falta de um composto, usavam apenas o alho para combater a peste e outras doenças. E o alho ficou conhecido, em muitas regiões, como a teriaga dos camponeses.
A teriaga continuou a ser aceite e usada de forma generalizada até ao final do século XVIII, mas ainda no século seguinte estava incluída nas Farmacopéias de alguns países da Europa.
Na confecção da teriaga, a carne de cobra era fervida durante muitas horas ou mesmo calcinada, até se transformar em pó. Estes pós de cobra eram conservados em frascos para utilização futura. Foram usados em outras preparações, para aplicação local. Eram misturados com gordura, sob a forma de unguento. O nome popular desta espécie de pomada era a banha da cobra. Os pós de cobra foram muito divulgados, e durante alguns séculos tiveram o favor público. Finalmente, foi também a sabedoria popular que os transformou no paradigma da ineficácia e do desengano.